# EIF2B3
EIF2B3‏ (Eukaryotic translation initiation factor 2B subunit gamma) هوَ بروتين يُشَفر بواسطة جين EIF2B3 في الإنسان.